# Simira cesariana
Simira cesariana är en måreväxtart som beskrevs av Charlotte M. Taylor. Simira cesariana ingår i släktet Simira och familjen måreväxter. Inga underarter finns listade i Catalogue of Life.